# Енергетичний
Енергети́чний — пасажирська зупинна залізнична платформа Лиманської дирекції Донецької залізниці.
Розташована на заході м. Щастя, Щастинський район, Луганської області на лінії Кіндрашівська-Нова — Граківка між станціями Городній (6 км) та Красноозерівка (15 км).
Через військову агресію Росії на сході України транспортне сполучення припинене. 30 травня 2016 року рух поїздів відновлено, лінією Валуйки — Кіндрашівська почував курсувати приміський поїзд Кіндрашівська-Нова — Лантратівка.